# The Day the World Went Away
The Day the World Went Away, noto anche come Halo 13, è il primo singolo dei Nine Inch Nails tratto dall'album The Fragile, pubblicato circa due mesi prima dell'uscita dell'album stesso. Ne sono state pubblicate due versioni: CD e 12".

## Versione Cd
La versione cd contiene tre canzoni: due versioni della title track (la versione originale ed una versione alternativa definita "quiet") e Starfuckers, Inc. 
La versione originale di The Day the World Went Away è di circa 30 secondi più breve di quella contenuta in The Fragile. Anche la versione di Starfuckers, Inc. differisce leggermente da quella dell'album: verso la fine si sentono prima una voce che grida "Goodbye" ad una folla che urla e subito dopo, solo per un paio di secondi, l'inizio di Complication (la canzone che segue Starfuckers, Inc. in The Fragile).

## Versione 12"
La versione in vinile contiene un'ulteriore versione di The Day the World Went Away al posto di Starfuckers, Inc.

## Il video
Nessun video è stato diffuso insieme al singolo. Un video della canzone tuttavia si trova come Easter egg nel DVD And All That Could Have Been.

## Tracce

### Versione CD
1. The Day the World Went Away - 4:03
2. Starfuckers, Inc. - 5:24
3. The Day the World Went Away (Quiet) - 6:20

### Versione 12"
1. The Day the World Went Away - 4:03
2. The Day the World Went Away (Quiet) - 6:20
3. The Day the World Went Away (Porter Ricks mix) - 7:04

## Curiosità
È presente nel film di fantascienza del 2009 Terminator Salvation, che narra della continua guerra fra umani e macchine.
La canzone compare nel decimo episodio della quinta stagione di Person of Interest che ha il titolo omonimo alla canzone.